# Christian Voß (Volleyballspieler)
Christian Voß (* 26. Februar 1963 in Münster; † 10. Januar 2000 auf der A1 bei Oyten) war ein deutscher Volleyball- und Beachvolleyballspieler.

## Karriere
Voß begann seine Volleyball-Karriere als Angreifer. Nachdem er sich auch in der Annahme etabliert hatte, avancierte er zum Universalspieler. In den 1980er Jahren gehörte er zur Mannschaft des Hamburger SV, der in diesem Jahrzehnt der erfolgreichste Verein in Deutschland war. Von 1985 bis 1988 wurde Voß viermal in Folge Deutscher Meister und feierte außerdem drei Siege im DVV-Pokal. 1991 spielte er für den aus dem HSV hervorgegangenen Hamburger LSV, mit dem Nachfolgeverein 1. VC Hamburg gelang ihm 1992 ein viertes Mal der Pokalsieg, nachdem er erst im Januar 1992 nach einem Kreuzbandriss ins Training zurückgekehrt war. Außerdem spielte er in der deutschen Nationalmannschaft. Die Deutsche Volleyball-Zeitschrift (Vorgänger des Volleyball-Magazins) kürte ihn 1988 und 1989 zum wertvollsten Spieler der Bundesliga und wählte ihn 2007 in der Rangliste der wertvollsten Spieler der vergangenen zwanzig Jahre gemeinsam mit dem Wuppertaler Wolfgang Kuck auf den zweiten Platz, direkt hinter seinem Mitspieler Leif Andersson. Zu Beginn der 1990er Jahre kam Voß zum Beachvolleyball und erreichte bei der ersten deutschen Meisterschaft 1992 in Damp mit seinem Vereinskollegen Andreas Boltze das Finale, in dem das Duo gegen Christian Tiemann und Lars-Björn Freier unterlag. Im folgenden Jahr reichte es in Timmendorfer Strand mit Burkhard Sude zum vierten Rang. Christian Voß war geschieden. Am 10. Januar 2000 verstarb er gemeinsam mit seiner Lebensgefährtin bei einem Verkehrsunfall auf der Autobahn A1 in der Nähe von Oyten.